# 拉斯特拉-阿锡尼亚
拉斯特拉-阿锡尼亚（義大利語：Lastra a Signa）是意大利托斯卡纳大区佛羅倫斯廣域市的一个市镇。总面积43.06平方公里，人口19634人，人口密度456.0人/平方公里（2009年）。ISTAT代码为048024。

## 友好城市
- 義大利格罗西奥 1989年
- 法國圣丰 1995年